# 20254 Úpice
20254 Úpice là một tiểu hành tinh vành đai chính với chu kỳ quỹ đạo là 1452.5556001 ngày (3.98 năm).
Nó được phát hiện ngày 21 tháng 3 năm 1998.